# Schietschuit

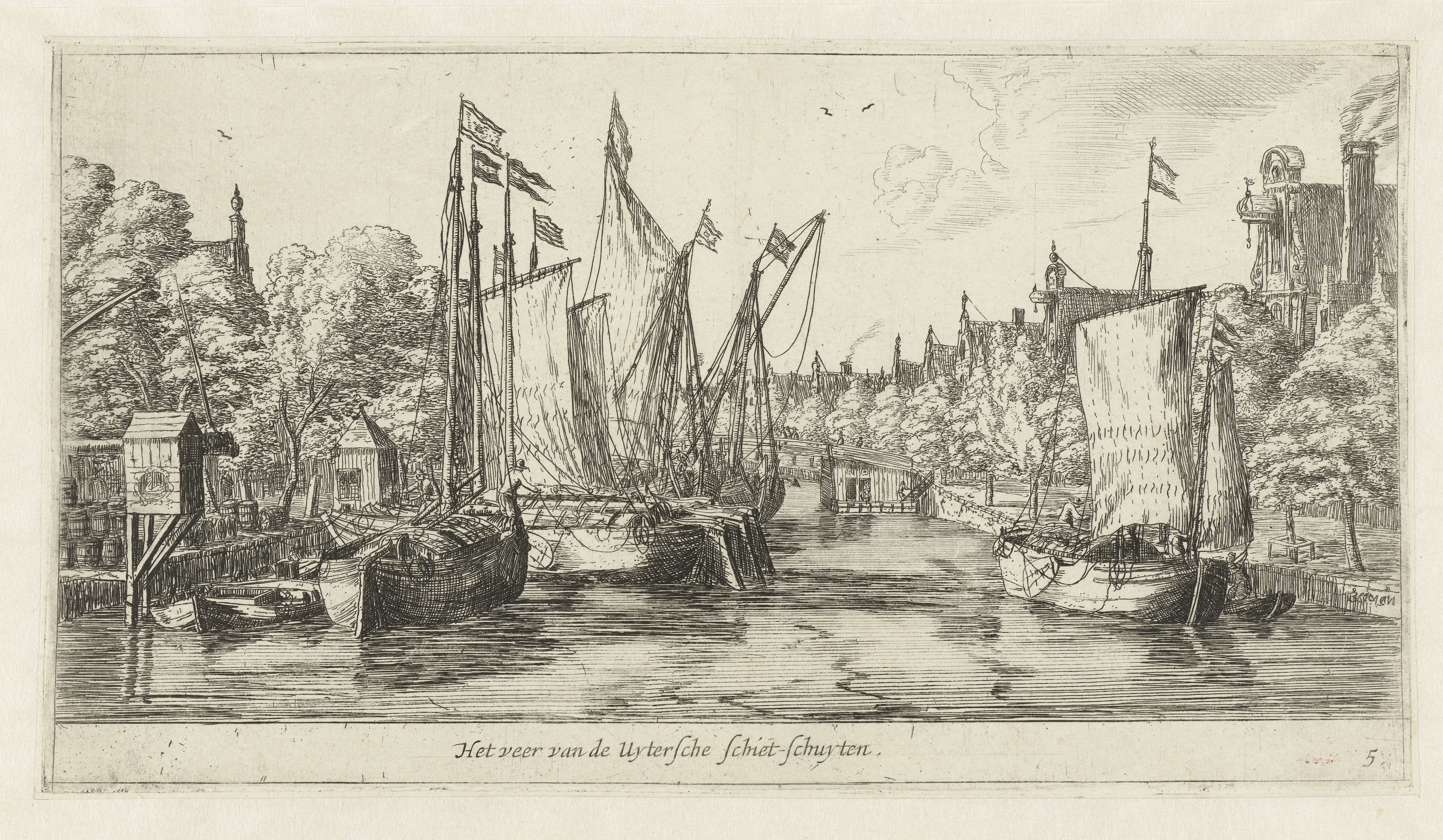
Schietschuit en andere beurtschepen in de Singel te Amsterdam, circa 1570

Een schietschuit was een soort beurtveer, waarmee in Nederland een snelle verbinding tussen twee plaatsen werd onderhouden. Het was een lang, smal schip dat doorgaans gejaagd werd door twee paarden. Voor de veel grotere trekschuit was één paard gebruikelijk. De schietschuit haalde een snelheid van rond de 10 km per uur, tegen 6 à 7 voor de trekschuit en een onzekere voor gezeilde schepen. Daarnaast kon de schuit door een geringe diepgang verder landinwaarts komen dan andere schepen. Met de schietschuit werd meest vracht vervoerd, maar er konden ook enkele passagiers mee.
Tussen Amsterdam en Utrecht bestond zo'n verbinding in elk geval in de zestiende en zeventiende eeuw. In Amsterdam vertrokken de schietschuiten aan de oostzijde van de Singel. Op dit traject waren ook concurrerende beurtvaarders actief, die er in principe een monopolie hadden. Van de bepalingen die in lokale verordeningen waren opgenomen ter bescherming van dat alleenrecht, was de schietschuit deels ontheven.
Ook in andere plaatsen werden schietschuiten vermeld, zoals rond Arnhem en Tiel. 